# 无锡市第二人民医院
31°34′15″N 120°18′04″E / 31.57095°N 120.30110°E

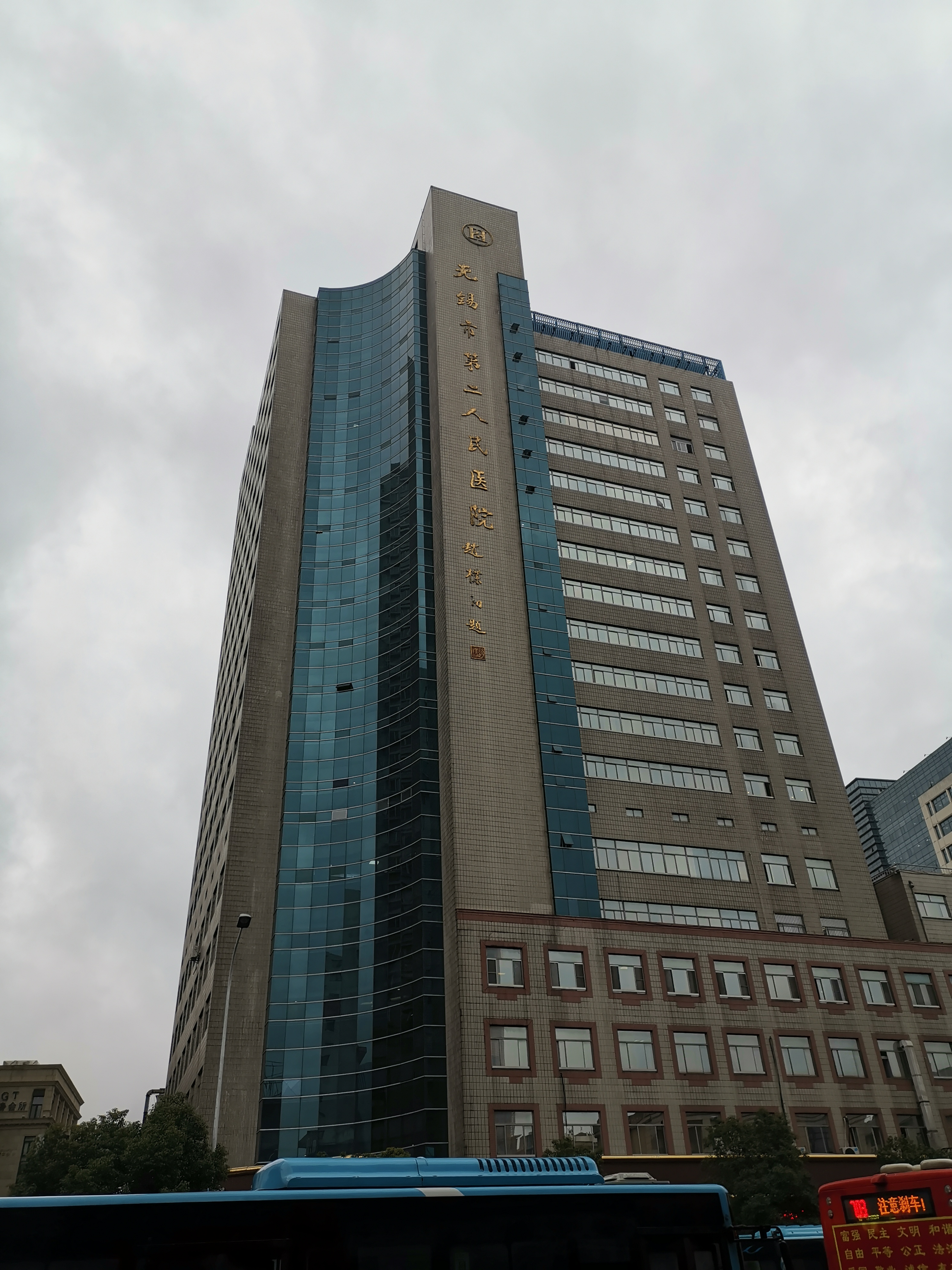
无锡市第二人民医院

无锡市第二人民医院，是中国江苏省的一所医院，是三级甲等综合医院。

## 沿革
无锡市第二人民医院始建于1908年3月16日，前身是美国圣公会创办的教会普仁医院（又称圣安得烈医院）。位于无锡市梁溪区中山路46号。